# Mihai Popșoi
Mihai Popșoi (n. 10 martie 1987, Kotciha, Kirov, RSFS Rusă, URSS) este  un politician moldovean, în prezent, deține fucția de Viceprim-ministru și Ministru al Afacerilor Externe al Republicii Moldova. În Perioada 2019-2024 a fost deputat și Vicepreședinte al Parlamentului Republicii Moldova Acesta este și  vicepreședinte și Secretar Internațional al Partidului Acțiune și Solidaritate din Republica Moldova din 10 septembrie 2017.

## Biografie
Mihail Popșoi s-a născut pe 10 martie 1987 în Kotciha, regiunea Kirov din RSFS Rusă, URSS.   
Revenind în Moldova, tatăl său, Ion Popșoi a luptat în conflictul transnistrean. Ulterior, familia acestuia s-a stabilit la Vadul lui Vodă, municipiul Chișinău, Republica Moldova. 
După ce Mihail Popșoi a absolvit Liceul „Ștefan Vodă” din Vadul lui Vodă în 2006, a continuat să studieze relații internaționale la Universitatea de Stat din Chișinău și a absolvit facultatea în anul 2009. În al doilea an universitar (2007-2008), a obținut o bursă Erasmus Mundus de la Comisia Europeană și a studiat la Universitatea Tehnică a Orientului Mijlociu din Ankara, Turcia. Ulterior, a continuat un program de master în Studii americane la Universitatea de Stat din Moldova. În 2014, Mihai Popșoi a obținut o bursă de master de la Uniunea Europeană și a studiat politici publice la Universitatea Centrală Europeană (2014-2015) din Budapesta, Ungaria și Universitatea York⁠(d) (2015-2016) din Marea Britanie. După absolvirea masteratului, a urmat un program de doctorat în Studii politice la Universitatea din Milano, Italia, unde a cercetat problemele consolidării democratice și conexiunile dintre europenizare și democratizare în Georgia, Moldova și Ucraina. În timpul studiilor universitare a activat în calitate de consultant independent în domeniul politicilor publice și riscurilor politice.

## Carieră
Mihai Popșoi și-a început cariera profesională în poziția de manager de program în cadrul Centrului de Informare și Documentare privind NATO din Republica Moldova în 2009. Un an mai târziu, a fost angajat de Secția politică și economică a Ambasadei Statelor Unite în Republica Moldova. Portofoliul său a inclus examinarea procesului legislativ, relațiile cu partidele politice și regiunea Autonomia Găgăuză. În calitatea sa de analist politic, Mihai Popșoi a obținut o profundă înțelegere a proceselor politice și decizionale din Moldova în perioada 2010-2014.
Între anii 2014-2019, Mihai Popșoi a oferit comentarii analitice și a efectuat cercetări despre Republica Moldova și regiunea în ansamblu pentru mai multe companii și fundații internaționale precum: IHS Inc⁠(d)., NewsBase Ltd., Fundația Jamestown⁠(d), American Enterprise⁠(d) Institute, Institutul de Cercetare a Politicii Externe, Chatham House⁠(d), Global Focus,  Fundația Konrad Adenauer,Fundația Friedrich Ebert⁠(d) și Asociația pentru Politică Externă din Moldova.
S-a implicat în politică în septembrie 2017, când a fost ales vicepreședinte al Partidului Acțiune și Solidaritate. El este responsabil pentru portofoliul afaceri internaționale, ocupând de facto funcția de secretar internațional. Este ales deputat în Parlamentul Republicii Moldova în alegerile legislative din 24 februarie 2019.S-a regăsit pe locul 8 pe lista electorală a blocului electoral ACUM, dar a fost ales în circumscripția electorală numărul 32, care a cuprins suburbiile Chișinăului. A câștigat cu 9865 de voturi (37,03%) împotriva a cinci adversari, inclusiv împotriva fostului primarul al Chișinăului (Dorin Chirtoacă) și a primarului localității Budești (Nina Costiuc). La 8 iunie 2019 a fost ales vicepreședinte al Parlamentului Republicii Moldova.
În calitate de vicepreședinte al Parlamentului, este responsabil pentru coordonarea activității a patru comisii permanente: Comisa juridică, numiri și imunități, Comisia pentru drepturile omului și relațiile interetnice, Comisia pentru securitate națională, apărare și ordine publică, Comisia pentru politică externă și integrare europeană, din care face parte. Este membru al mai multor delegații parlamentare, inclusiv la Adunarea Parlamentară a Consiliului Europei, Adunarea Parlamentară Euronest și Comitetul Parlamentar de Asociere UE-Moldova. Această delegație a fost înființată în 2015, după semnarea Acordului de asociere UE-Moldova. Delegația este co-prezidată de Mihail Popșoi împreună cu un membru al Parlamentului European. Ei prezidează reuniunile bianuale ale Comitetului mixt de asociere parlamentară UE-Moldova. Mihai Popșoi este și președinte al Grupului Parlamentar de Prietenie cu Congresul Statelor Unite și vicepreședinte al Grupului Parlamentar de Prietenie cu Duma de Stat a Federației Ruse. De asemenea, este membru al grupurilor parlamentare de prietenie cu România, Ucraina, Georgia, China, Japonia, Franța, Germania, Suedia și Olanda, printre altele.

## Alte activități
La 10 septembrie 2017, Congresul Partidului Acțiune și Solidaritate din Moldova l-a ales pe Mihai Popșoi în funcția de vicepreședinte al partidului, funcție pe care o deține până în prezent. Este membru al Asociației pentru Politica Externă din Moldova (APE).
Mihai Popșoi vorbește fluent limba română (nativă), engleza și rusa.

## Publicații
În timpul carierei sale profesionale, Mihai Popșoi a publicat mai multe materiale și studii analitice. Multe dintre publicațiile sale pot fi găsite pe site-ul său personal.

## Viața personală
În anul 2006, Mihai Popșoi a cunoscut-o pe Ecaterina Vâlcu la facultate și s-au căsătorit în cele din urmă în anul 2009. Au un fiu, născut în anul 2013.